# Iamuna Dorsa
Iamuna Dorsa és una formació geològica de tipus dorsum a la superfície de Mart, localitzada amb el sistema de coordenades planetocèntriques a 21.28 ° latitud N i 309.71 ° longitud E, que fa 38.18 km de diàmetre. El nom va ser aprovat per la UAI l'any 1988 i fa referència a una característica d'albedo, Iamunae Sinus.